# ピエット・クロース
ピエット・クロース（Piet Crous、1955年7月2日 - ）は、南アフリカ共和国の男子プロボクサー。ヨハネスブルグ出身。元WBA世界クルーザー級王者。

## 来歴
1977年11月14日、クロースはヨハネスブルクのラポート・ホールでプロデビュー戦を行い、初回KO勝ちを収めた。
1981年2月7日、ハウテン州のヴァール・ショウグラウンズ・ホールでダニエル・マパンヤと対戦し、初回TKO勝ちを収めた。
1981年11月2日、ケープタウンのグッド・ホープ・センターで南アフリカライトヘビー級王者ドウン・ラムレイと対戦し、12回2-1（113-120、117-114、116-113）の判定勝ちを収め王座を獲得した。
1982年2月6日、ヨハネスブルクのランド・スタジアムでマーティン・バーナードと対戦し、4回無効試合に終わるも初防衛に成功した。
1982年4月26日、ヨハネスブルクのエリス・パーク・ラグビー・スタジアムでウィーリー・オッパーマンと対戦し、7回TKO勝ちを収め2度目の防衛に成功した。
1982年7月5日、グッド・ホープ・センターでプリンス・ツカーネと対戦し、ツカーネが12回開始寸前に棄権した為3度目の防衛に成功した。
1983年12月19日、ソロモン・ズマとダーバンのウェスト・リッジ・パーク・テニス・スタジアムで対戦し、11回TKO勝ちを収め4度目の防衛に成功した。
1984年3月5日、ソロモン・ズマとヨハネスブルクのエリス・パーク・テニス・スタジアムで3ヶ月ぶりに対戦し、10回KO勝ちを収め5度目の防衛に成功した。
1984年12月1日、サンシティのサンシティ・スーパーボールでWBA世界クルーザー級王者オジー・オカシオと対戦し、15回3-0（147-143、147-140、144-143）の判定勝ちを収め王座を獲得した。
1985年3月30日、サンシティ・スーパーボールでランディー・ステファンズと対戦し、3回2分22秒TKO勝ちを収め初防衛に成功した。
1985年7月27日、サンシティ・スーパーボールで元WBC世界ライトヘビー級王者ドワイト・ムハマド・カウィと対戦し、2度倒されてプロ初黒星となる11回1分47秒KO負けを喫し2度目の防衛に失敗、王座から陥落した。
1987年5月16日、サンシティ・スーパーボールでフレディー・ラファルティーと対戦し、7回KO負けを喫した試合を最後に引退した。
2011年7月1日、南アフリカ各地のボクシング協会と名選手が勢揃いしたレセプションにクロース、ディンガン・トベラ、レーロホノロ・レドワバ、スラニー・マリンガ、ブライアン・ミッチェルを始めとして多くの国内王者として名を挙げた選手が集まり、レセプションを彩った。
2014年8月16日、イーストランド・ベテランズ・ボクシング協会の25周年記念のイベントにトベラと共に登場し、元気な姿を見せた。

## 獲得タイトル
- 南アフリカライトヘビー級王座
- WBA世界クルーザー級王座（防衛1）